# Winzerzug

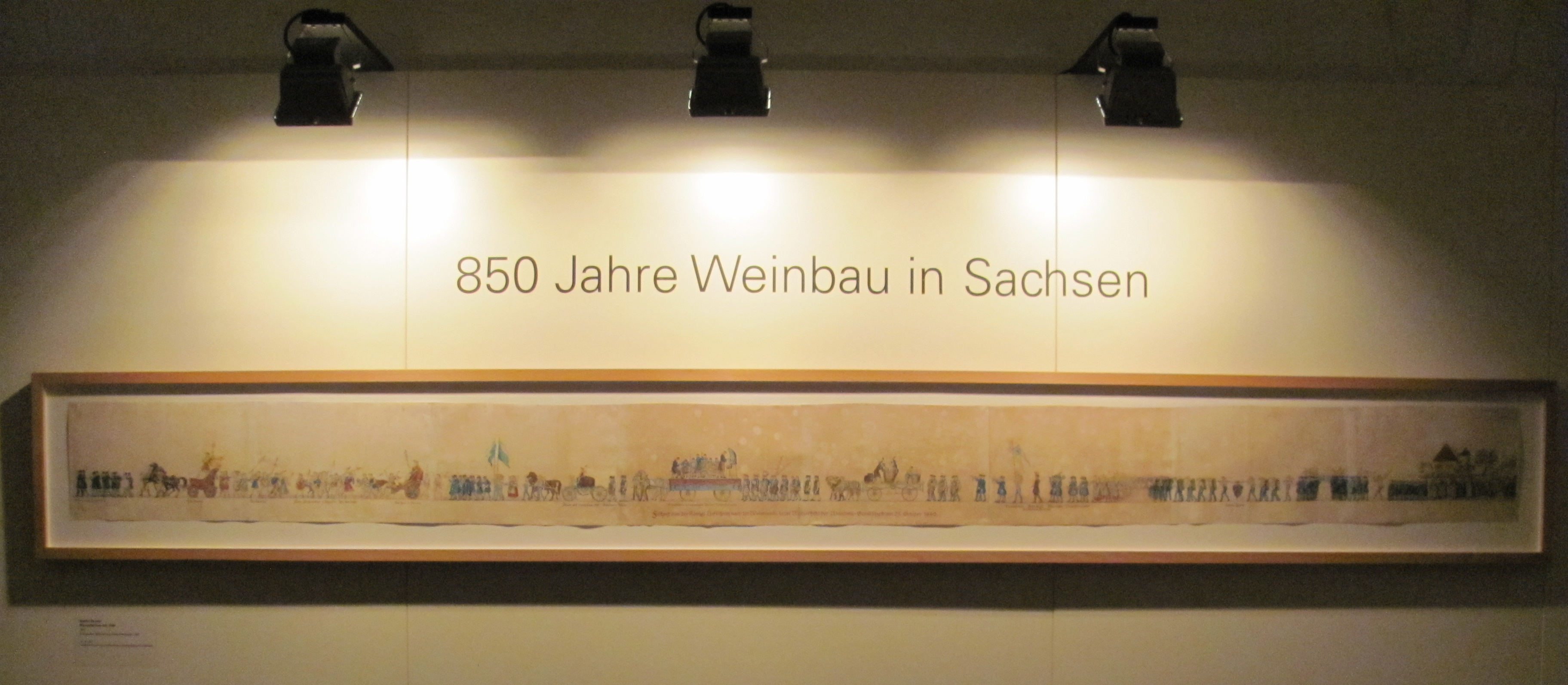
Winzerumzug (koloriert), Hoflößnitz

Der Winzerzug heißt eine Federlithographie von Moritz Retzsch aus dem Jahr 1840. Sie hält den Winzerumzug von 1840 der sächsischen Weinbau-Gesellschaft in der Lößnitz fest. Der Maler und Grafiker Retzsch (1779–1857), der als ortsansässiger Winzergutsbesitzer auch der Organisator des Umzugs war, verfertigte die Grafik auf acht Blättern. Der Maler und Grafiker E. Otto (wohl der Retzschschüler Conrad Ernst Otto [1807–1847]) übertrug die Grafiken auf den Stein. Die acht Einzelblätter wurden in der Dresdner Steindruckerei Eduard Böhme gedruckt, jeweils in der Mitte gefaltet und am Rand mit den Nachbarblättern zum Leporello verklebt (ausgefaltet etwa 22 × 286 cm). Dieses Steindruck-Leporello mit der Schwarz-Weiß-Grafik wurde hinten in der vom Hofbuchdrucker C. C. Meinhold und Söhne gedruckten Festschrift der Weinbau-Gesellschaft Das Winzerfest der Weinbau-Gesellschaft im Königreich Sachsen am 25. Oktober 1840 einmontiert und mit ihr am 31. Dezember jenes Jahres herausgegeben.

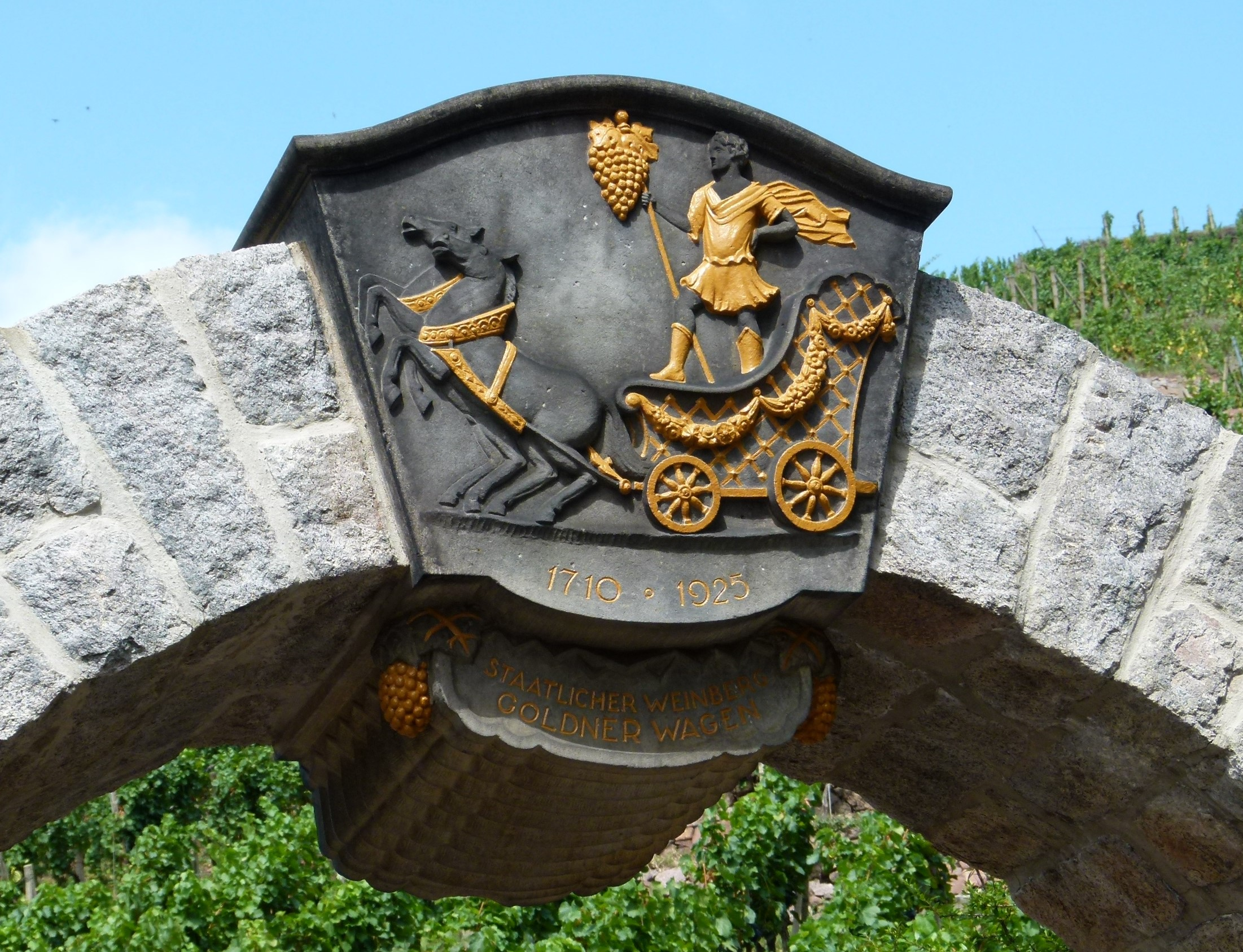
Der auf Blatt 1 dargestellte Herbst auf dem Wagen wurde zum Motiv für den Schlussstein in der Toranlage zum Weinberg Goldener Wagen bei der Hoflößnitz

Die hier gezeigten Schwarz-Weiß-Drucke von Retzsch entstammen dem im Stadtarchiv Radebeul verwahrten Exemplar der Festschrift, dessen Leporello in jüngster Zeit restauriert wurde. Die in der Schrift Der Winzerzug von 1840. Eine Tradition lebt auf von Birgit und Frank Andert gezeigten kolorierten Lithografien entstammen der Sammlung des Sächsischen Weinbaumuseums in der Hoflößnitz. Jenes Exemplar wurde 1958 von Käthe Bernhardt koloriert und für die im Jahr 2011 gezeigte Ausstellung 850 Jahre Weinbau in Sachsen restauriert. Das Exemplar wird im Erdgeschoss des Berg- und Lusthauses der Hoflößnitz ausgestellt.

## Das Leporello und seine acht Blätter

Winzerzug Blatt 1
Winzerzug Blatt 2
Winzerzug Blatt 3
Winzerzug Blatt 4
Winzerzug Blatt 5
Winzerzug Blatt 6
Winzerzug Blatt 7
Winzerzug Blatt 8

## Motivbeschreibung
Die im Folgenden in der Spalte Motivbeschreibung zu findenden Texte sind die zeitgenössische Beschreibung des Winzerzugs in Das Winzerfest der Weinbau-Gesellschaft im Königreich Sachsen am 25. Oktober 1840, der offiziellen Veröffentlichung des Veranstalters aus dem Veranstaltungsjahr 1840. Diese werden auch in der Veröffentlichung Der Winzerzug von 1840. Eine Tradition lebt auf von Birgit und Frank Andert aus dem Jahr 2011 verwendet und dort den Winzerzugausschnitten und ihren Themen zugeordnet.
| Nr.   | Blatt | Thema                                 | Motiv                             | Motivbeschreibung | Bemerkung | Bild              |
| ----- | ----- | ------------------------------------- | --------------------------------- | --- | --- | ----------------- |
| 1     | 1     | Winzer als Constabler                 | Constabler                        | „Der Zug begann unter dem Schießen von 50 Weinbergskanonen aus dem Preßhofe der Königlichen Hoflösnitzer Weinberge in folgender Ordnung: 1.) zwei Winzer als Constabler mit Heroldsstäben;“ | Bei dem Preßhof handelt es sich um den Innenhof der Hoflößnitz. Den Constablern oblag die Aufrechterhaltung der öffentlichen Ordnung, sie hatten am Zuganfang als Herolde den Weg durch die Menschenmenge zu bahnen.                                                        | Winzerzug Blatt 1 |
| 2     | 1     | Winzer als Constabler                 | Musikchor                         | „2.) Musikchor“ | | Winzerzug Blatt 1 |
| 3     | 1     | Der Herbst                            | Herbst als Allegorie              | „3.) der Herbst in allegorischer Darstellung als Bringer des Festes in rother Tunika mit gelben Mantel, einen Kranz von Herbstblumen auf dem Kopf, einen gleichen Kranz auf seinem Herscherstabe und stehend auf einem mit Herbstblumen geschmückten Triumphwagen, die Räder mit Weinranken durchflochten, von gleichgeschmückten geführten Pferden gezogen, zog langsam und ernst vorüber; ihm folgten“ | | Winzerzug Blatt 1 |
| 4     | 1     | Der Herbst                            | Mädchen mit Füllhörnern           | „4.) idealisch gekleidete Mädchen mit Füllhörnern im Arme, Körben in den Händen und auf dem Kopfe, mit Obst aller Art gefüllt;“ | Füllhörner als mythologische Symbole für Glück, aber auch Fruchtbarkeit und Reichtum, werden dem Herbst als Erntezeit zugeordnet. | Winzerzug Blatt 1 |
| 5     | 2     | Bacchanten                            | Faunen und Bacchantinnen          | „5.) Faunen und Bacchantinnen, die Annäherung des Bacchus verkündend;“ | Bacchanten, Teilnehmer einer Kultfeier (Orgie) des Dionysos. Darunter Faune bzw. Satyrn und Bacchantinnen bzw. Mänaden | Winzerzug Blatt 2 |
| 6     | 2     | Silen und Faunen                      | Silen und Faunen                  | „6.) Silen, der Erzieher und Begleiter des Bacchus, auf einem geschmückten, von Faunen geführten Esel reitend und von Faunen unterstützt;“ | gemeint ist Silenos, der Führer des Chors der Satyrn und Silenen | Winzerzug Blatt 2 |
| 7     | 2     | Bacchus und Faunen                    | Bacchus auf Triumphwagen          | „7.) der Gott Bacchus im edelsten Style, hoch auf einem mit Weinranken geschmückten Triumphwagen sitzend, die Räder mit Weinranken durchflochten, in der Hand den Thyrsusstab und das Haupt von einem Weintraubenkranz umgeben, von geschmückten und geführten Stieren, deren Hörner mit bronzenen Kugeln geziert waren, gezogen, völlig nach den Mythe bekleidet, jedoch nicht im Bilde des Knabens, sondern des schönen Jünglings dargestellt;“ | Bacchus, der Gott des Weines, hier eigentlich als griechischer Dionysos auf seinem Triumphwagen, gezogen von Stieren (seiner Tiergestalt). In seiner Hand der Thyrsosstab als sein Symbol                                                                                   | Winzerzug Blatt 2 |
| 8     | 2     | Bacchus und Faunen                    | Faunen                            | „8.) einige Faunen,“ | | Winzerzug Blatt 2 |
| 8a    | 3     | Bacchus und Faunen                    | Faunen                            | | | Winzerzug Blatt 3 |
| 9     | 3     | Musikanten                            | Musikchor                         | „9.) ein zweites Musikchor,“ | | Winzerzug Blatt 3 |
| 10    | 3     | Fahnenträger                          | Fahnenträger                      | „10.) zwei sächsische Fahnen von costümirten Winzerburschen getragen,“ | | Winzerzug Blatt 3 |
| 11    | 3     | Fahnenträger                          | Winzermädchen                     | „11.) zwei costümirte Winzermädchen, eine große assyrische Traube (aus dem Glashause der Frau Oberforstmeisterin von Bredow in der Niederlößnitz) und eine volle Weintraubenranke tragend, beides als Gabe für J. J. Majestäten den König und die Königin bestimmt,“ | Den Bredows gehörte der später sogenannte Minckwitzsche Weinberg, auf dem bereits seit 1827 Schaumwein hergestellt wurde. Auf dem Gut befand sich ein 40 m langes Treibhaus zur Traubenzucht. Bei der „assyrischen Traube“ handelte es sich um Portugiesischen Muskateller. | Winzerzug Blatt 3 |
| 12    | 3     | Amor auf dem Fass und Blankwein-Küfer | Amor auf dem Fass                 | „12.) ein 6 Eimer haltendes Faß 1835er blanker Wein auf einem verzierten Wagen von geschmückten, durch costümirte Winzer geführten Pferde gezogen; auf dem Fasse thronend der bei keinem Feste fehlende kleine Liebesgott,“ | Blankwein: lat: vinum album, bei Luther auch: weiszer wein. Laut Eimer fasste das Fass etwa 400 Liter. | Winzerzug Blatt 3 |
| 13    | 3     | Amor auf dem Fass und Blankwein-Küfer | Blankwein-Küfer                   | „13.) costümirte Küfer (aus der Domanial-Hauptkellerei zu Dresden), das Faß Wein ward durch Küfer der Hauptkellerei mit der ihnen eigenthümlichen Fertigkeit vom Wagen in das Festlokal geschroten;“ | Domanial: zu einem Domanium gehörend, also dem kurfürstlichen Kammergut. schroten (veraltet): schwere Lasten rollen, wälzen oder schieben, von mhdt.: schrōten, wohl zu Schrot in dessen alter Bedeutung „Baumstamm“.                                                       | Winzerzug Blatt 3 |
| 13a   | 4     | Amor auf dem Fass und Blankwein-Küfer | Blankwein-Küfer                   | | Der Küfer stellt Holzgefäße her. | Winzerzug Blatt 4 |
| 14    | 4     | Fabrikation moussierender Weine       | Festwagen                         | „14.) ein Wagen der Fabrik moussirender Weine aus der Niederlößnitz;“ | Die Fabrik moussirender Weine, später Sektkellerei Bussard, war die zweitälteste Sektkellerei Deutschlands. | Winzerzug Blatt 4 |
| 15    | 4     | Fabrikation moussierender Weine       | Fabrikarbeiter                    | „15.) ein Zug von 12 Fabrikarbeitern, auf dem Wagen […] befanden sich der Chef de cave der Fabrik mit seinem aus 7 Personen bestehenden Atlier, von welchen der Erstere vor einem großen Blechhelm die Flaschen öffnete und von den herausspritzenden Hefen und Schaum reinigte, diese sodann […] zum Auffüllen darreichte, aus deren Händen sie unter die Korkmaschine kamen, […] worauf die Flasche zu dem folgenden gelangte, welcher sie mit Bindfaden schnürte und dann seinem Nachbarn übergab, der den Drath befestigte, bis sie endlich zum Chef de cave kam, welcher mit dem Stanniol den Kork und Flaschenhals überlegte. Diese Manipulationen wurden auch während des Zuges ausgeführt, wobei der Degorgeur öfters Pausen machte und zur großen Belustigung des Publicums das mächtige Gas in feinen Strahlen unter die Zuschauer zischen ließ.“ | Der hier dargestellte Chef de cave war bis 1848 der erste Kellermeister der Fabrik, der aus Reims stammende Johann Joseph Mouzon, der die Produktion mit Flaschengärung nach Champagnerart aufbaute. Der Degorgeur entfernte die Hefen aus dem Flaschenhals.                | Winzerzug Blatt 4 |
| 16    | 5     | Böttcher und Korbmacher               | Festwagen und Handwerker          | „16.) ein Wagen mit der Werkstatt der Böttcher und des Korbmachers, auf welchem 2 Böttchermeister und 1 Korbmacher (Böttchermeister Müller aus Kötzschenbroda und Findeisen in der Oberlößnitz, Korbmacher Rasch in der Niederlößnitz) in voller Thätigkeit sich befanden; die zwei auf dem Wagen der Böttcher und Korbmacher befindlichen Böttchermeister feuerten und banden ein neues Weinfaß von 6 Eimern; ein Korbmacher flocht einen Flaschenkorb;“ | | Winzerzug Blatt 5 |
| 17    | 5     | Böttcher und Korbmacher               | Musikchor                         | „17.) ein drittes Musikchor, diesem folgte der Winzerzug, bestehend aus“ | | Winzerzug Blatt 5 |
| 17a   | 6     | Winzermeister Sachsens                | Musikchor                         | | | Winzerzug Blatt 6 |
| 18    | 6     | Winzermeister Sachsens                | Fahnenträger                      | „18.) einem costümirten Winzerburschen, die schöne stattliche Fahne der Winzer tragend;“ | | Winzerzug Blatt 6 |
| 19    | 6     | Winzermeister Sachsens                | Bergarbeiter als Paul Knohll      | „19.) einem Bergarbeiter, den ersten Winzermeister in Sachsen, Paul Knohll, darstellend, der in 17ten Jahrhundert zuerst eine rationelle Weinkultur in sachsen einführte, im Costüm seiner Zeit;“ | Johann Paul Knohll, Bau- und Bergschreiber, 1667 Verfasser des Klein Vinicultur-Büchlein | Winzerzug Blatt 6 |
| 20    | 6     | Winzermeister Sachsens                | Bergvoigte der Domanial-Weinberge | „20.) die drei Bergvoigte der Domanial-Weinberge, durch ihre, mit Weinranken umgebenen kurzen Stäbe sich auszeichnend;“ | amtierende Bergvögte der kurfürstlichen Weinberge in der Lößnitz, von Cossebaude und Pillnitz | Winzerzug Blatt 6 |
| 21    | 6     | Winzermeister Sachsens                | Pritschenmeister                  | „21.) vier Pritschenmeister mit Pritschen der den Paul Knohll darstellende Winzer sang das an die Winzerbursche vertheilte, von Herrn Pastor M. Jacobi in Reichenberg zu diesem Zweck dem Festcomité übergebene Gedicht, dessen Refrain von den nächsten Winzerburschen und Mädchen im Chor wiederholt wurde;“ | Pritschenmeister als Ordner, die Pritsche als symbolisches Züchtigungsinstrument | Winzerzug Blatt 6 |
| 22    | 6     | Winzermädchen und -burschen           | Winzermädchen und -burschen       | „22.) mehrere costümirte, mit Kränzen und Ranken geschmückte Winzerbursche und Winzermädchen paarweise, erstere Weinhauen mit Weinranken umzogen auf den Schultern, letztere Kränze und Sicheln in der Hand tragend;“ | | Winzerzug Blatt 6 |
| 23    | 6     | Winzermädchen und -burschen           | Winzerburschen                    | „23.) Sechszig Winzerbursche in Costüm, grün angestrichene, mit Trauben gefüllte und mit rothen Tragbändern versehene Weinbutten tragend;“ | Buttenträger waren die Arbeiter, die bei der Weinlese das Lesegut in einem Rückenbehälter zum Sammelfass brachten. | Winzerzug Blatt 6 |
| 23a   | 7     | Winzermädchen und -burschen           | Winzerburschen                    | | | Winzerzug Blatt 7 |
| 24    | 7     | Kalebs-Taube                          | Kalebstrauben-Träger              | „24.) zwei costümirte Winzer, auf den Schultern die an einem Preßbaum hängende sogenannte Kalebs-Traube tragend;“ | Die Kalebstraube wird aus vielen einzelnen Trauben zusammengebunden und auf den Schultern zweier Männer getragen. | Winzerzug Blatt 7 |
| 25    | 7     | Kalebs-Taube                          | Buttenträger                      | „25.) zwei costümirte Buttenträger;“ | | Winzerzug Blatt 7 |
| 26    | 7     | Kalebs-Taube                          | Preßbeilträger                    | „26.) einem costümirten Winzer, das mit Weinranken umwundene Preßbeil tragend;“ | Das Pressbeil diente beim Keltern dazu, die äußeren Bereiche des ausgepressten Tresters abzutrennen, da diese weniger Druck ausgesetzt waren. Diese Teile wurden in einem weiteren Pressgang weiter ausgepresst.                                                            | Winzerzug Blatt 7 |
| 27    | 7     | Winzer                                | Winzer                            | „27.) vielen Winzern paarweise mit verschiedenem Handwerkszeuge;“ | | Winzerzug Blatt 7 |
| 27a   | 8     | Winzer                                | Winzer                            | | | Winzerzug Blatt 8 |
| 28    | 8     | Harlekin und Wächterknaben            | Harlekin                          | „28.) einer lustigen Person, mit Pritsche und Schellenkrause versehen;“ | Harlekin als Zeremonienmeister, die Pritsche als symbolisches Züchtigungsinstrument | Winzerzug Blatt 8 |
| 29    | 8     | Harlekin und Wächterknaben            | Wächterknaben                     | „29.) Sechszehn mit Weinlaub geschmückten Knaben, mit Wachthörnern versehen; die 16 Wächterknaben stießen einige Töne durch ihre verschieden gestalteten Hörner“ | | Winzerzug Blatt 8 |
| 30 31 | 8     | Das Volk                              | Winzerinnen und Winzer            | „30.) vielen Winzerinnen und 31.) Winzern im langen Zuge.“ | | Winzerzug Blatt 8 |